# Shablo

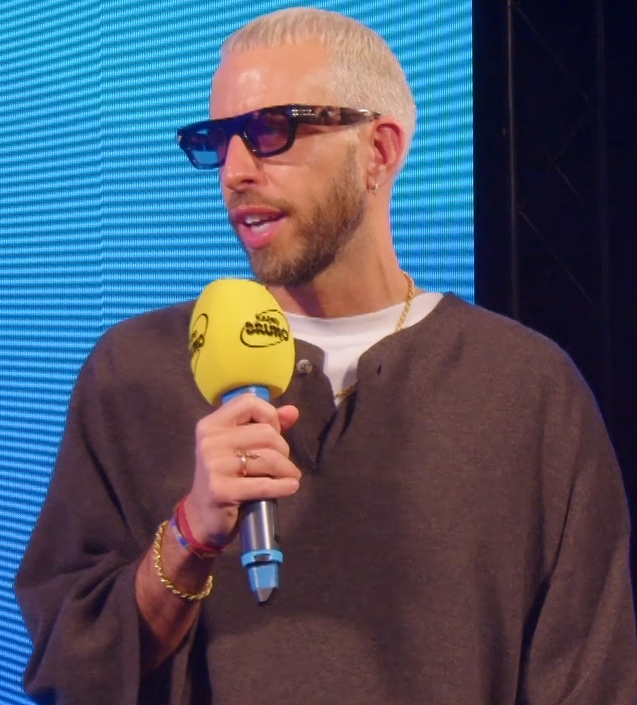
Shablo (2025)

Shablo (* 17. November 1980 in Buenos Aires als Pablo Miguel Lombroni Capalbo) ist ein argentinisch-italienischer DJ und Musikproduzent.

## Karriere
Aufgewachsen in Argentinien, zog Shablo im Alter von 10 Jahren mit seiner Familie nach Perugia. Schon früh sammelte er erste Erfahrungen in der italienischen Hip-Hop-Szene der 90er-Jahre. In Bologna schloss er sich dem Kollektiv PMC an und konnte sich rasch als DJ und Underground-Produzent einen Namen machen. Anfang der 2000er-Jahre war er unter anderem für Alben und Mixtapes von Club Dogo oder Marracash verantwortlich und begründete den Freestyle-Wettbewerb 2theBeat. 2005 zog Shablo nach Amsterdam und begann, mit internationalen Künstlern zusammenzuarbeiten; 2007 veröffentlichte er das Album The Second Feeling.
Zurück in Italien veröffentlichte der Produzent zusammen mit Don Joe (von Club Dogo) 2011 das Kollaboalbum Thori & Rocce, worauf 38 italienische Rapper vertreten waren, darunter Fabri Fibra, Noyz Narcos, Guè Pequeno, Tormento, Fedez und Gemitaiz. Außerdem gründete er die Agentur Thaurus zur Entdeckung und Förderung aufstrebender Künstler, die in der Folge auch zur Buchungsagentur sowie um Vertrieb und Aufnahmestudio erweitert wurde. Zusammen mit Marracash gründete er 2013 das unabhängige Label Roccia Music, woraus einige neue Stars hervorgingen, etwa Achille Lauro, Izi, Rkomi, Ernia, Sfera Ebbasta und der Produzent Charlie Charles; mit Sfera Ebbasta und Charlie Charles legte er 2016 auch den Grundstein für das Label BHMG.
Shablo war daneben an dem audiovisuellen Künstlerkollektiv Avantguardia (2015) beteiligt und veröffentlichte mit diesem 2016 das Album Mate y Espiritu. Unvermindert blieb er als Produzent für wechselnde Interpreten tätig. 2019 unterstützte er Sfera Ebbasta bei dessen Jurorentätigkeit bei der Castingshow X Factor und produzierte die Debütsingle der Siegerin Sofia Tornambene. Mit der Single Non ci sto (gemeinsam mit Marracash und Carl Brave) kündigte Shablo außerdem sein nächstes Album an; 2020 erreichte er mit der Single M’ manc (zusammen mit Geolier und Sfera Ebbasta) die Spitze der italienischen Charts.

## Diskografie

### Alben
| Jahr | Titel Musiklabel             | Höchstplatzierung, Gesamtwochen, AuszeichnungChartsChartplatzierungen (Jahr, Titel, Musiklabel, Platzierungen, Wochen, Auszeichnungen, Anmerkungen) | Anmerkungen                                     |
| Jahr | Titel Musiklabel             | IT | Anmerkungen                                     |
| ---- | ---------------------------- | --- | ----------------------------------------------- |
| 2011 | Thori & rocce Universal      | IT6 (14 Wo.)IT | Erstveröffentlichung: 14. Juni 2011 mit Don Joe |
| 2025 | Manifesto Oyster Music (UMG) | IT28 (… Wo.)IT | Erstveröffentlichung: 3. Juli 2025              |

Weitere Alben
- 2007: The Second Feeling
- 2016: Mate y espiritu

### Singles
| Jahr | Titel Album                               | Höchstplatzierung, Gesamtwochen, AuszeichnungChartplatzierungen (Jahr, Titel, Album, Platzierungen, Wochen, Auszeichnungen, Anmerkungen) | Höchstplatzierung, Gesamtwochen, AuszeichnungChartplatzierungen (Jahr, Titel, Album, Platzierungen, Wochen, Auszeichnungen, Anmerkungen) | Anmerkungen |
| Jahr | Titel Album                               | IT | CH | Anmerkungen |
| --- | ----------------------------------------- | --- | --- | --- |
| 2011 | Le leggende non muoiono mai Thori & rocce | IT68 (3 Wo.)IT | — | mit Don Joe feat. Fabri Fibra, J-Ax, Guè Pequeno, Jake La Furia, Marracash, Noyz Narcos & Francesco Sarcina                 |
| 2019 | Non ci sto –                              | IT7 Platin · (13 Wo.)IT | — | Erstveröffentlichung: 29. August 2019 Verkäufe: + 70.000; mit Marracash & Carl Brave                                        |
| 2020 | Kriminal –                                | IT22 (2 Wo.)IT | — | Erstveröffentlichung: 9. April 2020 mit Guè Pequeno & Gemitaiz feat. Samurai Jay                                            |
| 2020 | M’ manc –                                 | IT1 ×6Sechsfachplatin · (46 Wo.)IT | — | Erstveröffentlichung: 11. Juni 2020 Verkäufe: + 600.000; mit Geolier & Sfera Ebbasta                                        |
| 2021 | Je ne sais pas –                          | IT3 Gold · (6 Wo.)IT | — | Erstveröffentlichung: 26. Februar 2021 Verkäufe: + 35.000; mit Lous and the Yakuza & Sfera Ebbasta                          |
| 2021 | Venezuela –                               | IT75 (1 Wo.)IT | — | Erstveröffentlichung: 28. Mai 2021 mit Guè Pequeno                                                                          |
| 2021 | Quanto ti vorrei –                        | IT15 Platin · (20 Wo.)IT | — | Erstveröffentlichung: 24. September 2021 Verkäufe: + 70.000; mit Chiello                                                    |
| 2022 | Cuore –                                   | IT88 (1 Wo.)IT | — | Erstveröffentlichung: 24. Juli 2022 mit Geolier & Coez                                                                      |
| 2023 | Hollywood No Stress                       | IT17 ×2Doppelplatin · (24 Wo.)IT | — | Erstveröffentlichung: 9. Juni 2023 Verkäufe: + 200.000; Irama & Rkomi feat. Shablo                                          |
| 2024 | Hope –                                    | IT90 (1 Wo.)IT | — | Erstveröffentlichung: 3. Oktober 2024 feat. Izi & Joshua                                                                    |
| 2025 | La mia parola Manifesto                   | IT7 Gold · (15 Wo.)IT | CH96 (1 Wo.)CH | Erstveröffentlichung: 12. Februar 2025 Verkäufe: + 100.000; feat. Guè, Joshua & Tormento; Beitrag zum Sanremo-Festival 2025 |
| Folgende Lieder erschienen nicht als Single, wurden aber durch das Album zum Download und Streaming bereitgestellt und konnten somit eine Platzierung erlangen: |                                           | | | |
| |                                           | | | |
| 2021 | Luna piena Taxi Driver                    | IT12 ×5Fünffachplatin · (74 Wo.)IT | — | Verkäufe: + 500.000; Rkomi feat. Irama & Shablo                                                                             |
| 2021 | Too Old to Die Young Guesus               | IT53 (1 Wo.)IT | — | Guè feat. Shablo |
| 2024 | Ex angelo I Nomi del Diavolo              | IT12 Platin · (23 Wo.)IT | — | Verkäufe: + 100.000; Kid Yugi feat. Sfera Ebbasta & Shablo                                                                  |
| 2025 | Mille problemi Manifesto                  | IT83 (1 Wo.)IT | — | feat. Joshua & Irama & Tormento                                                                                             |

## Belege
1. ↑  Mauro Abbate: Chi è Shablo, il dj di Non ci sto: vita privata e curiosità. In: Notizie Musica. 25. Oktober 2019, abgerufen am 20. Juni 2020 (italienisch).
2. ↑  Alben von Shablo. In: Italiancharts.com. Hung Medien, abgerufen am 20. Juni 2020.
3. ↑  Chartquellen: IT CH
4. ↑  Certificazioni. FIMI, abgerufen am 11. Dezember 2024 (italienisch).

| Personendaten    | Personendaten                                                       |
| ---------------- | ------------------------------------------------------------------- |
| NAME             | Shablo                                                              |
| ALTERNATIVNAMEN  | Lombroni Capalbo, Pablo Miguel (Geburtsname); DJ Shablo (Pseudonym) |
| KURZBESCHREIBUNG | argentinisch-italienischer DJ und Musikproduzent                    |
| GEBURTSDATUM     | 17. November 1980                                                   |
| GEBURTSORT       | Buenos Aires                                                        |